# Erzbistum Antequera

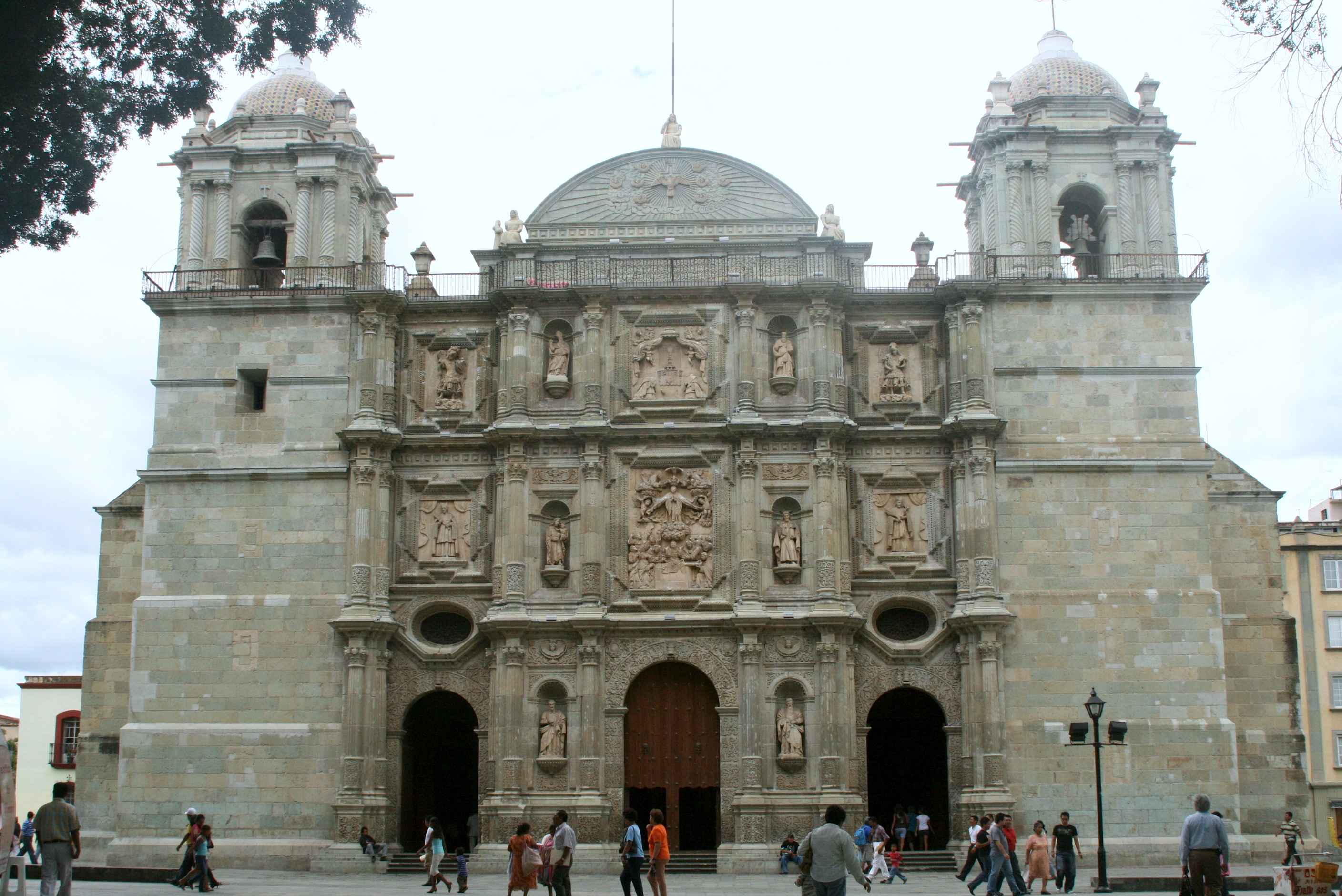
Kathedrale Nuestra Señora de la Asunción in Oaxaca de Juárez

Das Erzbistum Antequera (lateinisch Archidioecesis Antequerensis, spanisch Arquidiócesis de Antequera) ist eine in Mexiko gelegene römisch-katholische Erzdiözese mit Sitz in der Stadt Oaxaca de Juárez.

## Geschichte
Das Erzbistum Antequera wurde am 21. Juni 1535 durch Papst Paul III. aus Gebietsabtretungen des Bistums Tlaxcala als Bistum Antequera errichtet und dem Erzbistum Sevilla als Suffraganbistum unterstellt. Am 19. März 1539 gab das Bistum Antequera Teile seines Territoriums zur Gründung des Bistums Chiapas ab. Das Bistum Antequera wurde am 12. Februar 1546 dem Erzbistum Mexiko-Stadt als Suffraganbistum unterstellt. Am 19. März 1863 gab das Bistum Antequera Teile seines Territoriums zur Gründung des Bistums Veracruz-Jalapa ab. Eine weitere Gebietsabtretung erfolgte am 23. Juni 1891 zur Gründung des Bistums Tehuantepec.
Am 23. Juni 1891 wurde das Bistum Antequera durch Papst Leo XIII. zum Erzbistum erhoben. Das Erzbistum Antequera gab am 25. April 1902 Teile seines Territoriums zur Gründung des Bistums Mixtecas ab. Weitere Gebietsabtretungen erfolgten am 13. Januar 1962 zur Gründung des mit der Apostolischen Konstitution Quem ad modum errichteten Bistums Tehuacán und am 8. Oktober 1972 zur Gründung der mit der Apostolischen Konstitution Ad bonum animorum errichteten Territorialprälatur Huautla. Das Erzbistum Antequera gab am 8. November 2003 Teile seines Territoriums zur Gründung des mit der Apostolischen Konstitution A Deo datum errichteten Bistums Puerto Escondido ab.

## Ordinarien

### Bischöfe von Antequera
- Juan López de Zárate, 1535–1555
- Bernardo de Albuquerque OP, 1561–1579
- Bartolomé de Ledesma OP, 1583–1604
- Baltazar de Covarrubias y Múñoz OSA, 1605–1608, dann Bischof von Michoacán
- Juan de Cervantes, 1608–1614
- Juan Bartolome de Bohórquez e Hinojosa OP, 1617–1633
- Leonel de Cervantes y Caravajal, 1636–1637
- Bartolomé de Benavente y Benavides, 1639–1652
- Francisco Diego Díaz de Quintanilla y de Hevía y Valdés OSB, 1653–1656
- Juan Alonso de Cuevas y Davaols, 1658–1664, dann Erzbischof von Mexiko-Stadt
- Tomás de Monterroso OP, 1664–1678
- Nicolás Ortiz del Puerto y Colmenares Salgado, 1678–1681
- Isidoro Sariñana y Medina Cuenca, 1683–1696
- Manuel Plácido de Quirós de Porras OSB, 1698–1699
- Angel de Maldonado OCist, 1700–1728
- Francisco de Santiago y Calderón OdeM, 1729–1736
- Tomás Montaño y Aarón, 1737–1742
- Diego Felipe Gómez de Angulo, 1744–1752
- Buenaventura Blanco y Elguero, 1753–1764
- Miguel Anselmo Álvarez de Abreu y Valdéz, 1765–1774
- José Gregorio Alonso de Ortigosa, 1775–1793
- Gregorio José de Omaña y Sotomayor, 1792–1797
- Antonio Bergosa y Jordán, 1801–1817, dann Erzbischof von Tarragona
- Manuel Isidoro Perez Sánchez, 1819–1837
- Jose Epigmenio Villanueva y Gomez de Eguiarreta, 1839–1840
- Angel Mariano de Morales y Jasso, 1841–1843
- Antonio Mantecón e Ibáñez, 1844–1852
- José Agustín Domínguez y Díaz, 1854–1859
- José María Covarrubias y Mejía, 1861–1867
- Vicente Fermín Márquez y Carrizosa, 1868–1887
- Eulogio Gregorio Clemente Gillow y Zavalza, 1887–1891

### Erzbischöfe von Antequera
- Eulogio Gregorio Clemente Gillow y Zavalza, 1891–1922
- José Othón Núñez y Zárate, 1922–1941
- Fortino Gómez León, 1942–1967
- Ernesto Corripio y Ahumada, 1967–1976, dann Erzbischof von Puebla de los Ángeles
- Bartolomé Carrasco Briseño, 1976–1993
- Héctor González Martínez, 1993–2003, dann Erzbischof von Durango
- José Luis Chávez Botello, 2003–2018
- Pedro Vázquez Villalobos, seit 2018